# Liste des autoroutes à Guam
Les autoroutes à Guam sont entretenues par le Guam DPW dans le territoire américain de Guam.

## Liste des autoroutes
| Numéro | Longueur (mi) | Longueur (km) | Terminus sud / ouest             | Terminus nord / est                                           | Créée | Notes                                               |
| ------ | ------------- | ------------- | -------------------------------- | ------------------------------------------------------------- | ----- | --------------------------------------------------- |
| GH-1   | 21,04         | 33,86         | GH-2A à Sånta Rita               | GH-9 à Yigo                                                   | 1941  |                                                     |
| GH-2   | 9,82          | 15,80         | GH-4 à Umåtac                    | GH-2A à la Base navale de Guam à Sånta Rita                   | —     |                                                     |
| GH-2A  | 1,86          | 3,00          | GH-2 à Sånta Rita                | GH-1 à Sånta Rita                                             | —     |                                                     |
| GH-3   | 5,59          | 9,00          | GH-1 à Tamuning                  | GH-3A / GH-9 à Dededo                                         | —     |                                                     |
| GH-3A  | 6,34          | 10,20         | GH-3 / GH-9 à Dededo             | Ritidan Point                                                 | —     |                                                     |
| GH-4   | 27,28         | 43,90         | GH-2 à Umåtac                    | GH-1 à Hagåtña                                                | —     |                                                     |
| GH-4A  | 3,23          | 5,20          | GH-4 à Talofofo                  | GH-17 à Talofofo                                              | —     |                                                     |
| GH-5   | 3,11          | 5,00          | GH-2A à Sånta Rita               | GH-12 à Sånta Rita                                            | —     |                                                     |
| GH-6   | 4,41          | 7,10          | GH-1 à Piti                      | GH-1 à Asan-Maina                                             | —     |                                                     |
| GH-7   | 1,49          | 2,40          | GH-6 à Asan-Maina                | GH-33 à Hagåtña                                               | —     |                                                     |
| GH-7A  | —             | —             | GH-4 à Hagåtña                   | GH-8 à Hagåtña                                                | —     |                                                     |
| GH-7B  | 0,18          | 0,29          | GH-24A à Hagåtña                 | GH-4 à Hagåtña                                                | —     |                                                     |
| GH-8   | 4,91          | 7,90          | GH-1 à Hagåtña                   | Amnon Avenue à la station de communication navale à Barrigada | —     |                                                     |
| GH-9   | 3,20          | 5,10          | GH-3 / GH-3A à Dededo            | GH-1 à l'entrée de la Andersen Air Force Base à Yigo          | —     |                                                     |
| GH-10  | 3,60          | 5,80          | GH-4 à Chalan-Pago-Ordot         | GH-8 à Barrigada                                              | —     |                                                     |
| GH-10A | 1,93          | 3,10          | GH-1 à Tamuning                  | GH-16 à Barrigada                                             | —     | Accès à l'Aéroport international Antonio B. Won Pat |
| GH-11  | 3,11          | 5,00          | Route d'accès à Cabras Island    | GH-1 à Piti                                                   | —     |                                                     |
| GH-12  | 2,00          | 3,20          | GH-2 à Hågat                     | GH-5 à Sånta Rita                                             | —     |                                                     |
| GH-14  | 3,98          | 6,40          | GH-1 à Tamuning                  | GH-1 à Tamuning                                               | —     |                                                     |
| GH-14A | 0,25          | 0,40          | GH-14 à Tamuning                 | GH-1 à Tamuning                                               | —     |                                                     |
| GH-14B | 0,87          | 1,40          | GH-14 à Tamuning                 | GH-1 à Tamuning                                               | —     |                                                     |
| GH-15  | 15,10         | 24,30         | GH-4 à Chalan-Pago-Ordot         | Porte arrière de la Andersen Air Force Base                   | —     |                                                     |
| GH-16  | 4,35          | 7,00          | GH-8 / GH-10 à Barrigada         | GH-1 aux limites entre Tamuning et Dededo                     | —     |                                                     |
| GH-17  | 7,64          | 12,30         | GH-5 à Sånta Rita                | GH-4 à Yona                                                   | —     |                                                     |
| GH-18  | 1,40          | 2,30          | Cul-de-sac sur Drydock Island    | GH-1 à Piti                                                   | —     |                                                     |
| GH-24A | 0,93          | 1,50          | Chalan Canton Tutujan à Sinajana | GH-7 / GH-33 à Hagåtña                                        | —     |                                                     |
| GH-26  | 2,49          | 4,00          | GH-15 à Adacao                   | GH-1 à Dededo                                                 | —     |                                                     |
| GH-27  | 1,10          | 1,80          | GH-16 à Dededo                   | GH-1 à Dededo                                                 | —     |                                                     |
| GH-27A | 2,00          | 3,20          | GH-16 à Dededo                   | GH-28 à Dededo                                                | —     |                                                     |
| GH-28  | 4,04          | 6,50          | GH-1 à Dededo                    | GH-3 à Dededo                                                 | —     |                                                     |
| GH-29  | 1,24          | 2,00          | GH-1 à Yigo                      | GH-15 à Yigo                                                  | —     |                                                     |
| GH-30  | 1,37          | 2,20          | GH-1 à Tamuning                  | Guam Memorial Hospital                                        | —     |                                                     |
| GH-30A | 0,87          | 1,40          | GH-30 à Tamuning                 | GH-14 à Tamuning                                              | —     |                                                     |
| GH-32  | 1,18          | 1,90          | Université de Guam               | GH-10 à Mangilao                                              | —     |                                                     |
| GH-33  | 0,87          | 1,40          | GH-7A à Hagåtña                  | GH-8 à Mongmong-Toto-Maite                                    | —     |                                                     |
| GH-34  | 1,68          | 2,70          | GH-1 à Dededo                    | Dededo                                                        | —     |                                                     |
|        |               |               |                                  |                                                               |       |                                                     |